# Oshakan
Oshakan là một đô thị thuộc tỉnh Aragatsotn, Armenia. Dân số ước tính năm 2011 là 5915 người. Đô thị này thuộc vùng đô thị Yerevan.